# (464124) 2014 WD478
(464124) 2014 WD478 es un asteroide perteneciente al cinturón de asteroides, descubierto el 30 de abril de 2005 por el equipo Spacewatch desde el Observatorio Nacional de Kitt Peak (Arizona, Estados Unidos).